# Kika de la Garza

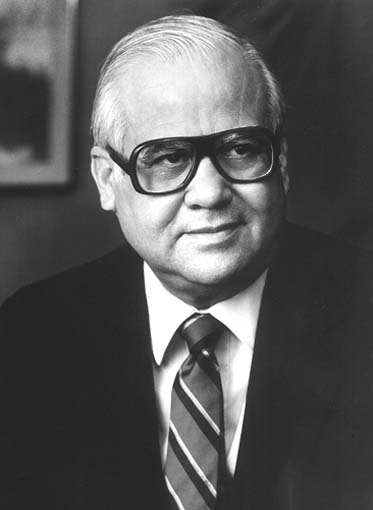
Kika de la Garza

Eligio „Kika“ de la Garza (* 22. September 1927 in Mercedes, Hidalgo County, Texas; † 13. März 2017 in McAllen, Texas) war ein US-amerikanischer Politiker (Demokratische Partei). Zwischen 1965 und 1997 vertrat er den Bundesstaat Texas im US-Repräsentantenhaus.

## Werdegang
Kika de la Garza besuchte die Mission High School in Edinburg und das Texas Junior College. In den Jahren 1945 und 1946 diente er am Ende des Zweiten Weltkrieges in der US Navy. Zwischen 1950 und 1952 war er als Leutnant der US Army unter anderem in Korea eingesetzt. Nach einem anschließenden Jurastudium an der St. Mary’s University in San Antonio und seiner 1952 erfolgten Zulassung als Rechtsanwalt begann er in Mission in diesem Beruf zu arbeiten. Gleichzeitig schlug er als Mitglied der Demokratischen Partei eine politische Laufbahn ein. Zwischen 1952 und 1964 saß er als Abgeordneter im Repräsentantenhaus von Texas.
Bei den Kongresswahlen des Jahres 1964 wurde de la Garza im 15. Wahlbezirk von Texas in das US-Repräsentantenhaus in Washington, D.C. gewählt, wo er am 3. Januar 1965 die Nachfolge von Joe M. Kilgore antrat. Nach 15 Wiederwahlen konnte er bis zum 3. Januar 1997 insgesamt 16 Legislaturperioden im Kongress absolvieren. In diese Zeit fielen unter anderem der Vietnamkrieg, das Ende der Bürgerrechtsbewegung und die Watergate-Affäre. Zwischen 1981 und 1995 leitete er den Landwirtschaftsausschuss. De la Garza war ein Befürworter des Civil Rights Act of 1964 und setzte sich für die Verbesserung des Bildungswesens sowie den Umweltschutz ein.
Im Jahr 1996 verzichtete Kika de la Garza auf eine weitere Kandidatur. Nach dem Ende seiner Zeit im US-Repräsentantenhaus zog er sich aus der Politik zurück. Zuletzt lebte er mit seiner Frau in McAllen.